# Fussball Club Luzern 2013-2014
Questa voce raccoglie le informazioni riguardanti il Fussball Club Luzern nelle competizioni ufficiali della stagione 2013-2014.

## Stagione
Nella stagione 2013-2014 il Lucerna, allenato da Carlos Bernegger, concluse il campionato di Super League al 4º posto. In Coppa Svizzera il Lucerna fu eliminato in semifinale dal Basilea.

## Rosa
| N. |                      | Ruolo | Calciatore           |
| -- | -------------------- | ----- | -------------------- |
| 1  | Svizzera (bandiera)  | P     | David Zibung         |
| 3  | Tunisia (bandiera)   | D     | Ferid Matri          |
| 4  | Australia (bandiera) | C     | Oliver Bozanić       |
| 5  | Svizzera (bandiera)  | C     | Michel Renggli       |
| 6  | Croazia (bandiera)   | D     | Tomislav Puljić      |
| 7  | Svizzera (bandiera)  | D     | Claudio Lustenberger |
| 8  | Albania (bandiera)   | C     | Jahmir Hyka          |
| 9  | Bulgaria (bandiera)  | A     | Dimităr Rangelov     |
| 13 | Svizzera (bandiera)  | D     | Florian Stahel       |
| 14 | Svizzera (bandiera)  | D     | Jérôme Thiesson      |
| 16 | Svizzera (bandiera)  | D     | François Affolter    |
| 18 | Italia (bandiera)    | P     | Lorenzo Bucchi       |
| 19 | Svizzera (bandiera)  | C     | Adrian Winter        |

| N. |                       | Ruolo | Calciatore          |
| -- | --------------------- | ----- | ------------------- |
| 20 | Svizzera (bandiera)   | C     | Xavier Hochstrasser |
| 21 | Paraguay (bandiera)   | A     | Darío Lezcano       |
| 23 | Mauritania (bandiera) | D     | Sally Sarr          |
| 24 | Svizzera (bandiera)   | C     | Alain Wiss          |
| 25 | Germania (bandiera)   | A     | Kevin Holz          |
| 26 | Svizzera (bandiera)   | C     | Remo Freuler        |
| 28 | Portogallo (bandiera) | C     | Sava Bento          |
| 29 | Tunisia (bandiera)    | D     | Yassine Mikari      |
| 29 | Kosovo (bandiera)     | C     | Hekuran Kryeziu     |
| 30 | Svizzera (bandiera)   | P     | Gabriel Wüthrich    |
| 33 | Kosovo (bandiera)     | D     | Fidan Aliti         |
| 35 | Svizzera (bandiera)   | A     | Haxhi Neziraj       |

## Organigramma societario
Area tecnica
- Allenatore: Carlos Bernegger
- Allenatore in seconda: Thomas Wyss
- Preparatore dei portieri: Daniel Böbner
- Preparatori atletici: Christian Schmidt

## Calciomercato

### Sessione estiva
| Acquisti | Acquisti        | Acquisti              | Acquisti |
| R.       | Nome            | da                    | Modalità |
| -------- | --------------- | --------------------- | -------- |
| C        | Oliver Bozanić  | C.C. Mariners         |          |
| P        | Lorenzo Bucchi  | Friburgo              |          |
| A        | Kevin Holz      | Borussia Dortmund U19 |          |
| A        | Mahmoud Kahraba | ENPPI                 |          |
| D        | Ferid Matri     | Auxerre (CFA)         |          |
| D        | Yassine Mikari  | Sochaux               |          |

| Cessioni | Cessioni          | Cessioni  | Cessioni |
| R.       | Nome              | a         | Modalità |
| -------- | ----------------- | --------- | -------- |
| C        | Philipp Muntwiler | Vaduz     |          |
| C        | Stephan Andrist   | Basilea   |          |
| D        | Mario Bühler      | Wohlen    |          |
| P        | Peter Jehle       | Vaduz     |          |
| C        | Pajtim Kasami     | Fulham    |          |
| A        | Otele Mouangue    | Aarau     |          |
| A        | Nico Siegrist     | Bienne    |          |
| A        | Dejan Sorgić      | Sciaffusa |          |
| D        | Marijan Urtic     | Kriens    |          |

### Sessione invernale
| Acquisti | Acquisti          | Acquisti   | Acquisti |
| R.       | Nome              | da         | Modalità |
| -------- | ----------------- | ---------- | -------- |
| C        | Remo Freuler      | Winterthur |          |
| D        | François Affolter | Young Boys |          |
| D        | Fidan Aliti       | Lucerna II |          |

| Cessioni | Cessioni        | Cessioni | Cessioni |
| R.       | Nome            | a        | Modalità |
| -------- | --------------- | -------- | -------- |
| A        | Mahmoud Kahraba | ENPPI    |          |
| C        | Daniel Gygax    | Aarau    |          |
| C        | Nedim Sacirović | Wohlen   |          |

## Risultati

### Super League

#### Prima fase, girone di andata
| Arbitro: | Kever |

|                               |           |  |
| Rangelov 41’ Lustenberger 88’ | Marcatori |  |

| Arbitro: | Jaccottet |

|                                             |           |                 |
| Jäckle 13’ Staubli 21’ Callà 33’ Ioniță 36’ | Marcatori | 8’, 40’ Bozanić |

| Arbitro: | Studer |

|                              |           |                             |
| Bozanić 18’, 74’ Lezcano 39’ | Marcatori | 58’ Gavranović 90’ Henrique |

| Arbitro: | Erlachner |

|             |           |  |
| Bozanić 83’ | Marcatori |  |

| Arbitro: | Bieri |

|              |           |            |
| Martínez 53’ | Marcatori | 57’ Stahel |

| Arbitro: | Hänni |

|              |           |         |
| Rangelov 90’ | Marcatori | 32’ Sio |

| Arbitro: | Pache |

|                                   |           |          |
| Karanović 22’, 67’, 77’ Keita 31’ | Marcatori | 64’ Hyka |

| Arbitro: | Amhof |

|  |           |                     |
|  | Marcatori | 84’ (rig.) Rangelov |

| Arbitro: | Jaccottet |

|  |           |                       |
|  | Marcatori | 45’ Caio 62’ Ngamukol |

#### Prima fase, girone di ritorno
| Arbitro: | Klossner |

|                    |           |              |
| Lezcano 14’ (rig.) | Marcatori | 74’ Martínez |

| Arbitro: | Kever |

|  |           |                        |
|  | Marcatori | 39’ Kahraba 81’ Puljić |

| Arbitro: | San |

|            |           |          |
| Kahraba 5’ | Marcatori | 85’ Frey |

| Arbitro: | Graf |

|  |           |            |
|  | Marcatori | 7’ Kahraba |

| Arbitro: | Klossner |

|                                          |           |  |
| Assifuah 3’ Herea 72’ (rig.) Vidošić 80’ | Marcatori |  |

| Arbitro: | Graf |

|                                          |           |            |
| Rangelov 43’ Besle 67’ (aut.) Winter 73’ | Marcatori | 65’ Mathys |

| Arbitro: | Jaccottet |

|             |           |                          |
| Khalifa 65’ | Marcatori | 42’ Rangelov 86’ Kahraba |

| Arbitro: | Ouschan |

|          |           |  |
| Sarr 86’ | Marcatori |  |

| Arbitro: | Hänni |

|           |           |          |
| Schär 62’ | Marcatori | 27’ Wiss |

#### Seconda fase, girone di andata
| Arbitro: | Studer |

|             |           |                               |
| Renggli 77’ | Marcatori | 9’ Gashi 13’ Lang 74’ Salatic |

| Arbitro: | Amhof |

|                          |           |             |
| Wittwer 7’ Schneuwly 40’ | Marcatori | 85’ Kahraba |

| Arbitro: | Schärer |

|                                                   |           |                        |
| Winter 26’ Rangelov 80’ (rig.) Kahraba 90’ (rig.) | Marcatori | 5’ Ioniță 56’ González |

| Arbitro: | Pache |

|             |           |               |
| Kahraba 72’ | Marcatori | 10’, 55’ Kubo |

| Arbitro: | Jaccottet |

|                  |           |                     |
| Puljić 1’ (aut.) | Marcatori | 90’ (rig.) Rangelov |

| Arbitro: | Studer |

|                                  |           |                       |
| Herea 8’ Itaperuna 60’ Jagne 71’ | Marcatori | 3’ Puljić 10’ Lezcano |

| Arbitro: | Schärer |

|              |           |  |
| Rangelov 33’ | Marcatori |  |

| Arbitro: | Erlachner |

|             |           |  |
| Vukušić 87’ | Marcatori |  |

| Arbitro: | Studer |

|  |           |              |
|  | Marcatori | 51’, 90’ Sio |

#### Seconda fase, girone di ritorno
| Arbitro: | Hänni |

|                                |           |             |
| Puljić 25’ (aut.) Costanzo 45’ | Marcatori | 83’ Freuler |

| Arbitro: | San |

|          |           |  |
| Hyka 74’ | Marcatori |  |

| Arbitro: | Schärer |

|            |           |                          |
| Senger 11’ | Marcatori | 44’ Lezcano 72’ Rangelov |

| Arbitro: | Amhof |

|            |           |                     |
| Sadiku 12’ | Marcatori | 52’ Wiss 68’ Winter |

| Arbitro: | Studer |

|  |           |              |
|  | Marcatori | 47’ Assifuah |

| Arbitro: | Hänni |

|                               |           |              |
| Stocker 10’ Schär 18’ Sio 70’ | Marcatori | 38’ Rangelov |

| Arbitro: | Jancevski |

|                                            |           |                                      |
| Rangelov 19’ (rig.) Lezcano 81’ Mikari 88’ | Marcatori | 9’ Katz 26’, 61’ Ravet 89’ Feindouno |

| Arbitro: | Amhof |

|                                     |           |            |
| Caio 4’ Gashi 5’ Dabour 9’ Lang 60’ | Marcatori | 40’ Winter |

| Arbitro: | Bieri |

|                                |           |  |
| Winter 39’ Wiss 43’ Mikari 80’ | Marcatori |  |

### Coppa Svizzera
| 18 agosto 2013, ore 15:00 CEST Primo turno | FC Murten | 0 – 11 | Lucerna |  |

| 15 settembre 2013, ore 15:00 CEST Secondo turno | Terre Sainte | 1 – 4 | Lucerna |  |

| 10 novembre 2013, ore 15:30 CET Ottavi di finale | Lucerna | 1 – 0 | Sion |  |

| Arbitro: | Amhof |

|                          |           |  |
| Rangelov 61’ Lezcano 70’ | Marcatori |  |

| Arbitro: | Bieri |

|           |           |  |
| Callà 80’ | Marcatori |  |

## Statistiche

### Statistiche di squadra
| Competizione   | Punti | In casa | In casa | In casa | In casa | In casa | In casa | In trasferta | In trasferta | In trasferta | In trasferta | In trasferta | In trasferta | Totale | Totale | Totale | Totale | Totale | Totale | DR  |
| Competizione   | Punti | G       | V       | N       | P       | Gf      | Gs      | G            | V            | N            | P            | Gf           | Gs           | G      | V      | N      | P      | Gf     | Gs     | DR  |
| -------------- | ----- | ------- | ------- | ------- | ------- | ------- | ------- | ------------ | ------------ | ------------ | ------------ | ------------ | ------------ | ------ | ------ | ------ | ------ | ------ | ------ | --- |
| Super League   | 51    | 18      | 9       | 3       | 6       | 26      | 22      | 18           | 6            | 3            | 9            | 22           | 32           | 36     | 15     | 6      | 15     | 48     | 54     | -6  |
| Coppa Svizzera | -     | 2       | 2       | 0       | 0       | 3       | 0       | 3            | 2            | 0            | 1            | 15           | 2            | 5      | 4      | 0      | 1      | 18     | 2      | +16 |
| Totale         | 51    | 20      | 11      | 3       | 6       | 29      | 22      | 21           | 8            | 3            | 10           | 37           | 34           | 41     | 19     | 6      | 16     | 66     | 56     | +10 |

### Andamento in campionato
| Giornata  | 1 | 2 | 3 | 4 | 5 | 6 | 7 | 8 | 9 | 10 | 11 | 12 | 13 | 14 | 15 | 16 | 17 | 18 | 19 | 20 | 21 | 22 | 23 | 24 | 25 | 26 | 27 | 28 | 29 | 30 | 31 | 32 | 33 | 34 | 35 | 36 |
| --------- | - | - | - | - | - | - | - | - | - | -- | -- | -- | -- | -- | -- | -- | -- | -- | -- | -- | -- | -- | -- | -- | -- | -- | -- | -- | -- | -- | -- | -- | -- | -- | -- | -- |
| Luogo     | C | T | C | C | T | C | T | T | C | C  | T  | C  | T  | T  | C  | T  | C  | T  | C  | T  | C  | C  | T  | T  | C  | T  | C  | T  | C  | T  | T  | C  | T  | C  | T  | C  |
| Risultato | V | P | V | V | N | N | P | V | P | N  | V  | N  | V  | P  | V  | V  | V  | N  | P  | P  | V  | P  | N  | P  | V  | P  | P  | P  | V  | V  | V  | P  | P  | P  | P  | V  |
| Posizione | 2 | 7 | 4 | 2 | 2 | 3 | 5 | 4 | 4 | 5  | 4  | 4  | 3  | 5  | 4  | 4  | 2  | 2  | 4  | 4  | 4  | 4  | 5  | 5  | 5  | 5  | 5  | 6  | 5  | 4  | 4  | 4  | 5  | 5  | 6  | 4  |

Legenda:

Luogo: C = Casa; T = Trasferta. Risultato: V = Vittoria; N = Pareggio; P = Sconfitta.

### Statistiche dei giocatori
| Giocatore       | Super League | Super League | Super League | Super League | Coppa Svizzera | Coppa Svizzera | Coppa Svizzera | Coppa Svizzera | Totale   | Totale | Totale      | Totale     |
| Giocatore       | Presenze     | Reti         | Ammonizioni  | Espulsioni   | Presenze       | Reti           | Ammonizioni    | Espulsioni     | Presenze | Reti   | Ammonizioni | Espulsioni |
| --------------- | ------------ | ------------ | ------------ | ------------ | -------------- | -------------- | -------------- | -------------- | -------- | ------ | ----------- | ---------- |
| F. Affolter     | 10           | 0            | 0            | 0            | 1              | 0              | 0              | 0              | 11       | 0      | 0           | 0          |
| F. Aliti        | 8            | 0            | 2            | 0            | 0              | 0              | 0              | 0              | 8        | 0      | 2           | 0          |
| S. Bento        | 6            | 0            | 0            | 0            | 1              | 0              | 0              | 0              | 7        | 0      | 0           | 0          |
| O. Bozanić      | 28           | 5            | 4            | 0            | 1              | 0              | 0              | 0              | 29       | 5      | 4           | 0          |
| L. Bucchi       | 3            | 0            | 1            | 0            | 0              | 0              | 0              | 0              | 3        | 0      | 1           | 0          |
| R. Freuler      | 12           | 1            | 3            | 0            | 1              | 0              | 0              | 1              | 13       | 1      | 3           | 1          |
| D. Gygax        | 6            | 0            | 0            | 0            | 0              | 0              | 0              | 0              | 6        | 0      | 0           | 0          |
| X. Hochstrasser | 14           | 0            | 3            | 0            | 0              | 0              | 0              | 0              | 14       | 0      | 3           | 0          |
| K. Holz         | 0            | 0            | 0            | 0            | 0              | 0              | 0              | 0              | 0        | 0      | 0           | 0          |
| J. Hyka         | 30           | 2            | 0            | 0            | 2              | 0              | 1              | 0              | 32       | 2      | 1           | 0          |
| M. Kahraba      | 16           | 7            | 4            | 0            | 1              | 0              | 0              | 0              | 17       | 7      | 4           | 0          |
| H. Kryeziu      | 10           | 0            | 4            | 0            | 0              | 0              | 0              | 0              | 10       | 0      | 4           | 0          |
| D. Lezcano      | 27           | 5            | 3            | 0            | 2              | 1              | 1              | 0              | 29       | 6      | 4           | 0          |
| C. Lustenberger | 27           | 1            | 9            | 0            | 1              | 0              | 0              | 0              | 28       | 1      | 9           | 0          |
| F. Matri        | 2            | 0            | 0            | 0            | 0              | 0              | 0              | 0              | 2        | 0      | 0           | 0          |
| Y. Mikari       | 30           | 2            | 3            | 0            | 2              | 0              | 0              | 0              | 32       | 2      | 3           | 0          |
| P. Muntwiler    | 1            | 0            | 0            | 0            | 0              | 0              | 0              | 0              | 1        | 0      | 0           | 0          |
| H. Neziraj      | 8            | 0            | 1            | 0            | 0              | 0              | 0              | 0              | 8        | 0      | 1           | 0          |
| T. Puljić       | 34           | 2            | 7            | 0            | 2              | 0              | 0              | 0              | 36       | 2      | 7           | 0          |
| D. Rangelov     | 26           | 11           | 5            | 2            | 2              | 1              | 0              | 0              | 28       | 12     | 5           | 2          |
| M. Renggli      | 27           | 1            | 2            | 1            | 2              | 0              | 0              | 0              | 29       | 1      | 2           | 1          |
| N. Sacirović    | 0            | 0            | 0            | 0            | 0              | 0              | 0              | 0              | 0        | 0      | 0           | 0          |
| S. Sarr         | 23           | 1            | 4            | 0            | 1              | 0              | 0              | 0              | 24       | 1      | 4           | 0          |
| F. Stahel       | 32           | 1            | 10           | 3            | 2              | 0              | 0              | 0              | 34       | 1      | 10          | 3          |
| J. Thiesson     | 24           | 0            | 6            | 0            | 2              | 0              | 0              | 0              | 26       | 0      | 6           | 0          |
| A. Winter       | 36           | 5            | 2            | 0            | 2              | 0              | 0              | 0              | 38       | 5      | 2           | 0          |
| A. Wiss         | 26           | 3            | 6            | 0            | 1              | 0              | 0              | 0              | 27       | 3      | 6           | 0          |
| G. Wüthrich     | 0            | 0            | 0            | 0            | 0              | 0              | 0              | 0              | 0        | 0      | 0           | 0          |
| D. Zibung       | 35           | 0            | 1            | 1            | 2              | 0              | 0              | 0              | 37       | 0      | 1           | 1          |